# Да Круз Оливейра, Рейналдо
Рейналдо (порт. Reynaldo; полное имя — Рейналдо да Круз Оливейра, порт. Reynaldo da Cruz Oliveira родился 14 марта 1979, Итагуаи, Бразилия) — бразильский футболист, нападающий.

## Карьера
Рейналдо — воспитанник бразильского клуба «Фламенго». В 2001 году футболист отправился покорять Европу, в клуб «ПСЖ», за который сыграл 60 матчей, забил 15 голов, но игроком основного состава не был. Из Франции бразилец отправился в Японию, где проявил себя, забив 16 голов за год, и отправился обратно на родину, в «Сантос». Проведя год в Бразилии, полузащитник перешел в «Аль-Иттихад» из Саудовской Аравии.